# ۷۷۱ (میلادی)
۷۷۱ (میلادی) هفتصد و هفتاد و یکمین سال تقویم میلادی است.

## درگذشتگان
‎